# Галі Флікінджер
Галі Флікінджер (нар. 7 липня 1994) — американська плавчиня, дворазова бронзова призерка Олімпійських ігор 2020 року, чемпіонка світу.

## Виступи на Олімпійських іграх
| Олімпіада           | Дисципліна            | Місце |
| ------------------- | --------------------- | ----- |
| Ріо-де-Жанейро 2016 | 200 метрів батерфляєм | 7     |
| Токіо 2020          | 200 метрів батерфляєм | 3     |
| Токіо 2020          | 400 м комплексом      | 3     |